# S.S. Lazio Calcio a 5 2014-2015
Questa pagina raccoglie i dati riguardanti la Società Sportiva Lazio Calcio a 5, squadra di calcio a 5 militante in serie A, nelle competizioni ufficiali del 2014-2015. La stagione rappresenta un vero e proprio anno zero per la società con l'uscita del gruppo dirigente guidato dal presidente Mennella e contestualmente l'ingresso di Daniele Chilelli, già proprietario-giocatore de L'Acquedotto (serie B). L'assetto societario pone le basi del nuovo corso acquisendo l'impianto sportivo del PalaGems che diventa così uno dei pochi Palazzetti di proprietà di una squadra di calcio a 5 italiana. Sul fronte tecnico si conclude la parentesi di Daniele D'Orto (passato ad allenare la formazione femminile), sostituito da Massimiliano Mannino che lo scorso campionato ha guidato L'Acquedotto fino ai play-off di serie B. Anche la squadra viene profondamente rivoluzionata, con i soli Mentasti, Molitierno, Salas e Schininà confermati; la finestra di trasferimento estiva registra le partenze di tanti giocatori illustri, tra i quali il capitano Luca Ippoliti che si trasferisce alla neonata Carlisport Cogianco. La rosa 2014-15 è un mix tra giocatori di esperienza (Corsini, Duarte, Paulinho Pinto, Saúl) e giovani promesse, prelevate perlopiù nelle categorie inferiori.

## Calciomercato

### Sessione estiva
| Daniele Chilelli         | L'Acquedotto |
| Douglas Corsini          | Asti         |
| Vinícius Duarte          | Pescara      |
| Rodrigo Escosteguy       | L'Acquedotto |
| Luca Leofreddi           | Isola        |
| Felipe Manfroi           | LCF Martina  |
| Marquinho                | Asti         |
| Federico Molitierno      | L'Acquedotto |
| Saúl Olmo                | LCF Martina  |
| Paulinho Pinto           | LCF Martina  |
| Antoni Rossello Quetglas | Lugano       |
| Rafael Sanna             | Fuente       |
| Carlo Vittorio Sordini   | Roma Torrino |

| Héctor Albadalejo   | Luparense        |
| Vinícius Bacaro     | Latina           |
| Andrea Basile       | Isola            |
| Rubén Cornejo       | Luparense        |
| Federico Di Eusebio | Olimpus Roma     |
| Dimas               | Concórdia        |
| Rodrigo Emer        | Isola            |
| Luca Ippoliti       | Cogianco         |
| Raúl Manjón López   | Levante          |
| Parrel              | Copagril         |
| David Patrizi       | Isola            |
| Paulinho da Silva   | Cogianco         |
| Michele Serranti    | Atlante Grosseto |

### Sessione invernale
| Tiago De Bail | Green Team |

| Vinícius Duarte | Asti       |
| Adolfo Salas    | Pescara    |
| Rafael Sanna    | svincolato |

## Rosa 2014-2015
| N° | Naz.                                   | Ruolo      | Sportivo               | Anno     |  |  |
| -- | -------------------------------------- | ---------- | ---------------------- | -------- |  |  |
| 22 | Italia (bandiera)                      | POR        | Francesco Molitierno   | 14.10.89 |  |  |
| 23 | Italia (bandiera)                      | POR        | Luca Leofreddi         | 24.09.80 |  |  |
| 3  | Brasile (bandiera) · Italia (bandiera) | DIF        | Douglas Corsini        | 31.08.82 |  |  |
|    | Brasile (bandiera) · Italia (bandiera) | UNI        | Vinícius Duarte        | 13.12.82 |  |  |
| 29 | Italia (bandiera)                      | LAT        | Simone De Simoni       | 1993     |  |  |
| 5  | Argentina (bandiera)                   | LAT        | Rodrigo Escosteguy     | 20.11.93 |  |  |
| 10 | Brasile (bandiera)                     | LAT        | Felipe Manfroi         | 04.06.86 |  |  |
| 7  | Brasile (bandiera)                     | LAT        | Marquinho              | 22.09.85 |  |  |
| 28 | Spagna (bandiera)                      | LAT        | Saúl Olmo              | 29.04.84 |  |  |
|    | Paraguay (bandiera)                    | LAT        | Adolfo Salas           | 22.09.93 |  |  |
| 8  | Italia (bandiera)                      | LAT        | Angelo Schininà        | 12.04.91 |  |  |
| 20 | Italia (bandiera)                      | LAT        | Carlo Vittorio Sordini | 09.09.93 |  |  |
| 9  | Italia (bandiera)                      | PIV        | Daniele Chilelli       | 11.11.83 |  |  |
| 11 | Italia (bandiera)                      | PIV        | Giuseppe Mentasti      | 06.06.91 |  |  |
| 6  | Brasile (bandiera)                     | PIV        | Paulinho Pinto         | 19.04.80 |  |  |
|    | Brasile (bandiera)                     | PIV        | Rafael Sanna           | 01.04.87 |  |  |
|    | Italia (bandiera)                      | Allenatore | Massimiliano Mannino   | 06.06.70 |  |  |

## Under 21
| N° | Naz.              | Ruolo | Sportivo            | Anno     |  |  |
| -- | ----------------- | ----- | ------------------- | -------- |  |  |
| 21 | Italia (bandiera) | POR   | Federico Molitierno | 27.01.94 |  |  |
|    | Spagna (bandiera) | LAT   | Antoni Rossello     | 22.05.93 |  |  |

## Risultati

### Serie A

#### Girone di andata
| Arbitri: | Filippo Ragalà (Bologna) Gianantonio Leonforte (Vicenza) |
| Crono:   | Vincenzo Aricò (Bra)                                     |

|  |           |                                  |
|  | Marcatori | 0'53’ Paulinho 20'03’’ Marquinho |

| Arbitri: | Carmelo Loddo (Reggio Calabria) Giovanni Beneduce (Nola) Andrea Campi (Ciampino) |
| Crono:   | Francesca Muccardo (Roma 1)                                                      |

| |           |                    |
| Paulinho 10'49’’ (t.l.) Marquinho 17'35'’, 24'41'’ Duarte 31'31’’ Corsini 35'37’’ Mentasti 36'33’’ | Marcatori | 29'02’’ Battistoni |

| Arbitri: | Alessandro Malfer (Rovereto) Alessandro Maggiore (Bologna) |
| Crono:   | Angelino Iuliano (Lamezia Terme)                           |

| |           |                                                                          |
| Vieira 0'28'’ Leandrinho 14'17'’ Vieira 20'43'’ Leandrinho 27'25'’ Urio 31'25'’ 36'11'’ (t.l.) Delpizzo 37'45'’ | Marcatori | 12'07'’ Duarte 20’ Sanna 29'33'’ (rig.) Paulinho 30'19'’, 38'25'’ Duarte |

| Arbitri: | Ferruccio Prisma (Crotone) Giuseppe Parente (Como) |
| Crono:   | Giovanni Colombi (Tivoli)                          |

|                                                                 |           |                          |
| Paulinho 19'31'’, 20'33'’ Corsini 31'33'’, 34'46'’ Saúl 38'24'’ | Marcatori | 33'56'’, 35'31'’ Bertoni |

| Arbitri: | Francesco Peroni (Città Di Castello) Marco Delpiano (Cagliari) |
| Crono:   | Maurizio Rago (Battipaglia)                                    |

|                                            |           |                                                                      |
| Bico 6'24'’ Milucci 27'36'’ 29'21'’ (rig.) | Marcatori | 4'05'’ Marquinho 9'32'’ (aut.) Costa 9'39'’ Chilelli 12'45'’ Corsini |

| Arbitri: | Francesco Paolo Spinazzola (Barletta) Nicola Maria Manzione (Salerno) |
| Crono:   | Giovanni Nero (Latina)                                                |

|                                                |           |                                              |
| Manfroi 6'07'’ Schininà 7'27'’ Manfroi 27'16'’ | Marcatori | 5'56'’ Leggiero 8'36'’ Rogério 35'44'’ Canal |

| Arbitri: | Rosario La Cerra (Battipaglia) Walter Mameli (Cagliari) Mario Filippini (Roma 1) |
| Crono:   | Wladimir Dante (Ciampino)                                                        |

|                                                                                         |           |                                                       |
| Chimanguinho 24’, 24'38'’ Zanchetta 27'40'’ Chimanguinho 30'08'’ Crema 33'27'’, 39'59'’ | Marcatori | 7'43'’ Duarte 19'35'’ (t.l.) 28'54'’ 37'04'’ Paulinho |

| Arbitri: | Ruggiero Chiariello (Barletta) Carmelo Loddo (Reggio Calabria) |
| Crono:   | Andrea Campi (Ciampino)                                        |

|                                                                |           |                         |
| Marquinho 7'20'’ Manfroi 10'02'’ Paulinho 36'58'’ Saúl 39'34'’ | Marcatori | 4'04'’, 24'26'’ Honorio |

| Arbitri: | Gianantonio Leonforte (Vicenza) Damiano Calaprice (Bari) |
| Crono:   | Marco Solinas (Cagliari)                                 |

|                                            |           |                                                         |
| Beto 12'07'’ Rocha 16'27'’ Peruzzi 30'22'’ | Marcatori | 10'54'’ (aut.) Rufine 17'21'’ Manfroi 26'25'’ Marquinho |

| Arbitri: | Antonio Gallo (Torre Annunziata) Gennaro Luca De Falco (Catanzaro) |
| Crono:   | Simone Micciulla (Roma 2)                                          |

|                              |           |                   |
| Saúl 18'52'’ Corsini 25'50'’ | Marcatori | 30'06'’ Cuzzolino |

#### Girone di ritorno
| Arbitri: | Alessandro Merenda (Reggio Calabria) Alessandro Malfer (Rovereto) |
| Crono:   | Daniele Intoppa (Roma 2)                                          |

|                                              |           |                                                                      |
| Manfroi 13'32'’ Saúl 22'11'’ Manfroi 22'52'’ | Marcatori | 19'35'’, 21'04'’ Torrás 24'47'’ Fortino 30'02'’ Ramon 32'25'’ Torrás |

| Arbitri: | Filippo Ragalà (Bologna) Alessandro Maggiore (Bologna) |
| Crono:   | Mario Filippini (Roma 1)                               |

|                                   |           |                                                                   |
| Bacaro 18'11'’ Battistoni 38'27'’ | Marcatori | 29'39'’ Paulinho 34'31'’ Manfroi 34'58'’ Mentasti 38'38'’ Manfroi |

| Arbitri: | Marco Delpiano (Cagliari) Antonio Gallo (Torre Annunziata) |
| Crono:   | Daniele Ferretti (Roma 1)                                  |

|                                                                                  |           | |
| De Bail 1'54'’ Chilelli 18'08'’ Paulinho 18'52'’ (t.l.) Manfroi 26'47'’, 31'23'’ | Marcatori | 9'21'’ Leandrinho 14'23'’ (t.l.), 14'34'’ (t.l.), 16'04'’ (t.l.) Urio 35'01'’ Delpizzo 37'17'’ Leandrinho 39'38'’ Delpizzo 40’ Martino |